# Edward Clancy
Edward Clancy (ur. 12 marca 1985 w Barnsley) – brytyjski kolarz torowy i szosowy, trzykrotny mistrz olimpijski, wielokrotny medalista mistrzostw świata i trzykrotny medalista mistrzostw Europy.

## Kariera
Pierwszy sukces w karierze Ed Clancy osiągnął w 2006 roku, kiedy został mistrzem Europy U-23 w drużynowym wyścigu na dochodzenie. W 2007 roku wystartował na mistrzostwach świata w Palma de Mallorca, gdzie wspólnie z Geraintem Thomasem, Paulem Manningiem i Bradleyem Wigginsem zdobył złoty medal w tej samej konkurencji. Drużyna brytyjska w tym samym składzie powtórzyła ten sukces także podczas rozgrywanych rok później mistrzostw świata w Manchesterze oraz igrzyskach olimpijskich w Pekinie. W 2010 roku brał udział w mistrzostwach świata w Kopenhadze, razem z Andrew Tennantem, Benem Swiftem i Stevenem Burke zdobył srebrny medal w drużynowym wyścigu na dochodzenie, a w omnium był najlepszy, bezpośrednio wyprzedzając Leigh Howarda z Australii i Taylora Phinneya z USA. W drużynowym wyścigu na dochodzenie Ed zdobył również złote medale na mistrzostwach Europy w Pruszkowie w 2010 roku i rok później na mistrzostwach Europy w Apeldoorn. Podczas mistrzostw świata w Apeldoorn w 2011 roku drużyna Wielkiej Brytanii w składzie: Steven Burke, Peter Kennaugh, Andrew Tennant, Geraint Thomas i Edward Clancy zajęła trzecie miejsce w drużynówce na dochodzenie. Kolejny medal wywalczył w 2012 roku, na mistrzostwach świata w Melbourne, gdzie Burke, Kennaugh, Clancy, Thomas i Tennant zwyciężyli w drużynowym wyścigu na dochodzenie.  W podobnym składzie (bez Tennanta) Brytyjczycy zwyciężyli także podczas igrzysk olimpijskich w Londynie w 2012 roku. Na mistrzostwach świata w Mińsku w 2013 roku reprezentacja Wielkiej Brytanii w składzie: Steven Burke, Edward Clancy, Samuel Harrison i Andrew Tennant zdobyła kolejny srebrny medal.